# Sveno Engius
Sveno Engius, född 1651 i Skeda församling, Östergötlands län död 29 juni 1722 i Ringarums församling, Östergötlands län, var en svensk präst.

## Biografi
Sveno Engius föddes 1651 i Skeda församling. Han var son till bonden Johan i Engsäter. Engius blev 13 oktober 1680 student vid Uppsala universitet och prästvigdes 1 juni 1688 till komminister i Ringarums församling. Han blev 1704 kyrkoherde i församling. Engius avled 29 juni 1722 i Ringarums församling.
Ett porträtt av Engius finns i Ringarums kyrka.

### Familj
Engius gifte sig första gången 12 september 1688 med Margareta Klase (1665–1710). Hon var dotter till kyrkoherden Andreas Klase och Elisabeth Jonsdotter i Ringarums församling. De fick tillsammans barnen komministern Anders Engius i Västra Husby församling, löjtnanten Johan Engius (1692–1741) vid Fortifikationen, kollegan Jonas Engius i Söderköping, Christina Engius som var gift med kyrkoherden Olof Rydbeck i Östra Hargs församling och Brita Engius (född 1708) som var gift med kvartermästaren Lars Bröttling.
Engius gifte sig andra gången 26 maj 1711 med Catharina Rinman (född 1682). Hon var dotter till en kyrkoherde Ericus Rinman i Herrestads  församling.